# 상심

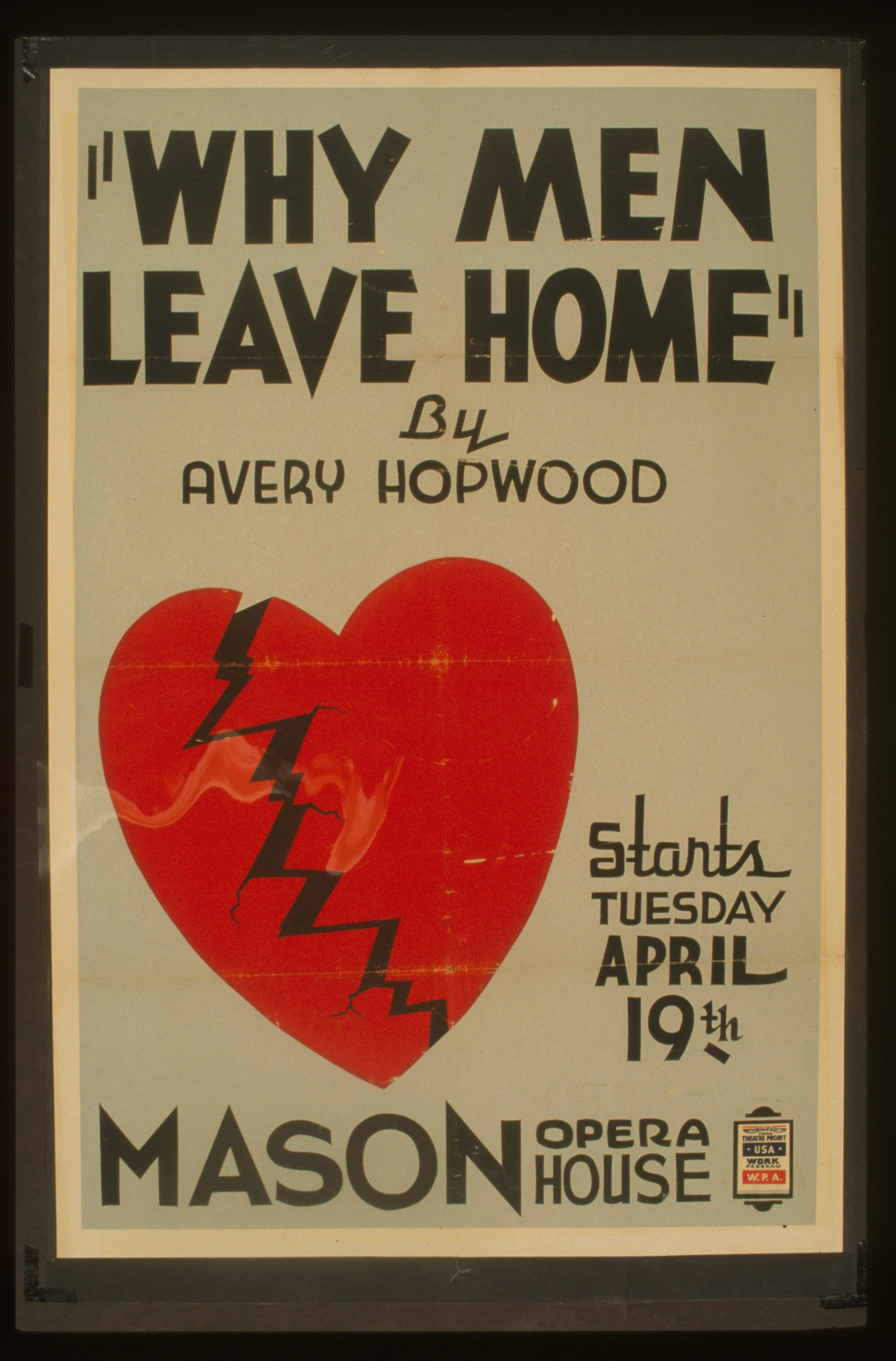

상심(傷心, heartbroken)이란 “마음(심장)이 상했다”라는 뜻이다. 다양한 언어에서 상심했다는 말은 격렬한 감정적 스트레스나 고통을 의미하는 비유로 사용된다.

## 같이 보기
- 공허
- 인간 관계
- 친밀 관계
- 리머런스
- 외로움